# Quân chủ miền Bắc (Bồ Đào Nha)
Quân chủ miền Bắc (tiếng Bồ Đào Nha: Monarquia do Norte), tên chính thức là Vương quốc Bồ Đào Nha (tiếng Bồ Đào Nha: Reino de Portugal), là một cuộc cách mạng và chính phủ bảo hoàng trong thời gian ngắn đã xảy ra ở phía Bắc Bồ Đào Nha vào đầu năm 1919. Phong trào còn được gọi là Vương quốc Traulitânia (tiếng Bồ Đào Nha: Reino da Traulitânia), có trụ sở đóng tại Porto, kéo dài từ ngày 19 tháng 1 đến 13 tháng 2 năm 1919. Phong trào được dẫn dắt bởi Henrique de Paiva Couceiro Mitchell, một thành viên xuất chúng trong chính phủ Đế quốc Bồ Đào Nha vốn chẳng có bất kỳ sự thừa nhận nào về vụ phế truất vua Manuel II của Bồ Đào Nha. Sự bất lực của cuộc cách mạng ở chỗ nó thiếu sự ủng hộ của quần chúng nhân dân trong cả nước, kết hợp với cấu trúc không được tổ chức đầy đủ đã dẫn đến sự sụp đổ nhanh chóng của nền quân chủ và sự tái lập chế độ cộng hòa Bồ Đào Nha ở miền Bắc.

## Bối cảnh
Miền Bắc Bồ Đào Nha thường là nơi đóng vai trò lịch sử cho các cuộc cách mạng và cuộc khởi nghĩa chống lại vị thế của chính phủ Bồ Đào Nha, kể từ cuộc Cách mạng Tự do năm 1820 chống lại nền quân chủ chuyên chế cho đến cuộc nổi dậy của Đảng Cộng hòa chống lại chính phủ quân chủ năm 1891. Ngoài ra nó cũng là cứ địa truyền thống của giới quý tộc Bồ Đào Nha.
Khi cuộc cách mạng ngày 5 tháng 10 năm 1910 lật đổ vua Manuel II của Bồ Đào Nha, chế độ quân chủ Bồ Đào Nha khởi đầu từ năm 868 đã được thay thế bằng nền Đệ nhất Cộng hòa Bồ Đào Nha. Vua Manuel II và hoàng tộc giờ đây đã bị trục xuất khỏi đất Bồ Đào Nha, bèn trốn khỏi Ericeira ra nước ngoài sống lưu vong, đầu tiên là Gibraltar rồi sau đến tị nạn tại Vương quốc Anh. Sau cuộc cách mạng, vua Manuel II và nhiều người khác đã suy đoán sự sụp đổ của chế độ cộng hòa mới được thiết lập vì thiếu sự ủng hộ của các tầng lớp nhân dân. Mặc dù vua Manuel II đã sẵn sàng cho ngôi vị hợp pháp của mình, ông chỉ nhấn mạnh đến tầm quan trọng của việc khôi phục bằng con đường ngoại giao chứ không phải bằng quân sự.
Ngày 3 tháng 10 năm 1911, Paiva Couceiro đã chỉ huy cuộc nổi dậy chống nền cộng hòa đầu tiên sau cuộc cách mạng, phe bảo hoàng tiến hành cuộc xâm nhập lần đầu vào thành phố miền Bắc Chaves. Quân đội Hoàng gia đã treo lá cờ màu xanh và trắng của chế độ quân chủ tại hội trường thành phố và giữ vững Chaves trong ba ngày rồi rút lui khi lực lượng cộng hòa hành quân tiến về thành phố.

## Cuộc tấn công Chaves

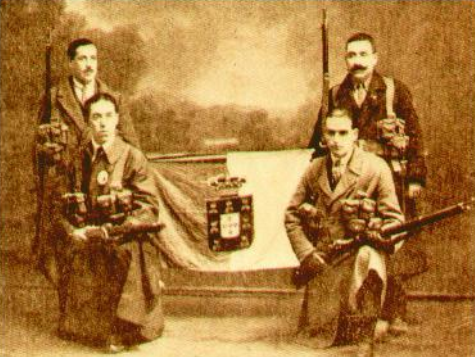
Những binh sĩ phe bảo hoàng đang giữ Lá cờ Hoàng gia sau khi chiếm được Porto.

Dù đợt xâm nhập đầu tiên của phe bảo hoàng đã thất bại ở Chaves vào năm 1911, Paiva Couceiro vẫn tập hợp lại người của mình vượt qua biên giới ở Galicia để khởi động một nỗ lực thứ hai mạnh hơn nữa nhằm tái chiếm thành phố. Không giống như sự xâm nhập ban đầu, việc chuẩn bị cho phong trào thứ hai đã được phe bảo hoàng tiếp tế và hỗ trợ đầy đủ, cùng việc tiếp nhận viện trợ không chính thức từ Tây Ban Nha do nước này lo sợ rằng các chính sách cộng hòa cấp tiến của nền Đệ nhất Cộng hòa Bồ Đào Nha sẽ vượt biên giới tràn sang Tây Ban Nha, đe dọa đến sự tồn vong của chế độ quân chủ nơi đây.
Tổng cộng, khoảng 450 người cả dân sự và quân sự đã tham gia vào cuộc nổi dậy của phe bảo hoàng, cùng nhiều tình nguyện viên và những người ủng hộ dự kiến sẽ tham gia phong trào khi nó lan ra các vùng nông thôn. Vào thời điểm lực lượng quân chủ tiến về Chaves ngày 8 tháng 7 năm 1912, khoảng 700 người đã lên kế hoạch để đánh chiếm thành phố về tay họ, nhưng sự xâm nhập lại thiếu đi sự ủng hộ của quảng đại dân chúng mà Paiva Couceiro đã dự kiến, chủ yếu là sự cổ vũ đến từ các linh mục và giới quý tộc theo chủ nghĩa hòa bình vốn chẳng thể hỗ trợ phong trào bằng quân sự.
Nhân lúc quân bảo hoàng định tìm cách tiến vào thành phố, thì 150 tình nguyện viên tại địa phương chỉ được huấn luyện sơ sài đã tự tổ chức để bảo vệ thành phố vinh danh nền cộng hòa, trong khi một đại đội 100 binh sĩ trong quân đội Bồ Đào Nha mau chóng hành quân về phía thành phố. Dù phe bảo hoàng có số quân đông hơn nhưng họ lại thiếu nguồn tiếp tế. Trận chiến với 100 lính chính quy quân đội Bồ Đào Nha khiến 30 tay súng thiệt mạng và phần còn lại hoặc chạy trốn sống lưu vong hoặc bị bắt giữ. Dù cuộc tấn công Chaves của phe bảo hoàng đã thất bại thảm hại nhưng nó lại đặt nền tảng cho cái gọi là nền Quân chủ miền Bắc, chứng minh rằng họ chấp nhận sử dụng vũ lực quân sự khi cần thiết.

## Khôi phục nền Quân chủ

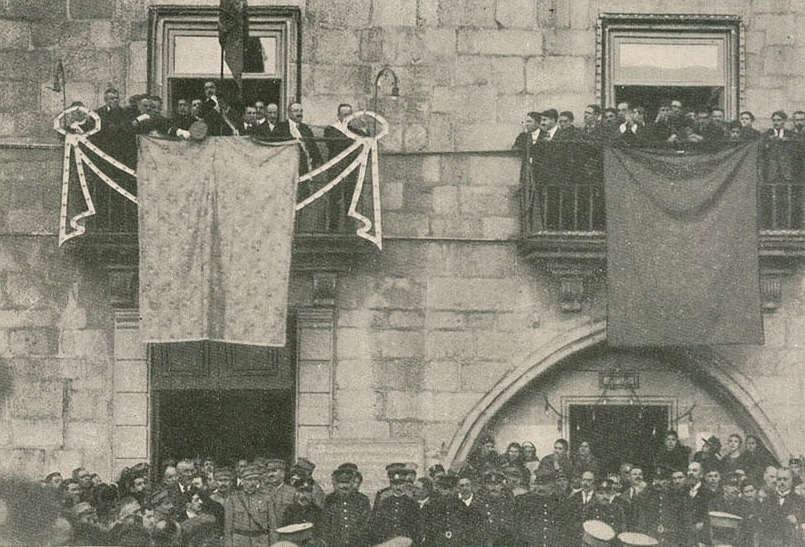
Lời tuyên bố khôi phục Vương quốc Bồ Đào Nha ở Viana do Castelo vào ngày 19 tháng 1 năm 1919.

Ngày 15 tháng 1 năm 1919, Thủ tướng Sousa Barbosa đã lên nắm quyền kiểm soát chính phủ cộng hòa Bồ Đào Nha và đưa João do Canto e Castro da Silva Antunes làm Tổng thống Cộng hòa Bồ Đào Nha, nhằm lấp đầy các vị trí sau vụ ám sát Sidónio Bernardino Cardoso da Silva Pais. Những người ủng hộ tổng thống bị ám sát Sidónio đã tập hợp dưới sự chỉ huy của Tướng Almeida và thành lập Hội đồng Quân sự Lâm thời bên ngoài Lisboa, đối lập với Tổng thống Canto e Castro. Tương tự như vậy ở miền Bắc Bồ Đào Nha, phe cánh Sidónio cũng thành lập Ủy ban Quân sự Quản hạt tuyên bố rằng việc kiểm soát miền Bắc được dùng trong những trường hợp tạm thời.
Lợi dụng tình trạng hỗn loạn gây ra bởi vụ ám sát và thay thế Tổng thống Sidónio Pais, Paiva Couceiro nhanh chóng khởi hành chuyến đi đến miền Bắc Bồ Đào Nha mà ông đánh giá rằng tình hình lúc này là có lợi cho việc khôi phục chế độ quân chủ, để gặp gỡ Bộ tư lệnh Trung ương phe Bảo hoàng. Hội đồng Quân sự Trung ương Integralismo Lusitano đã họp vào ngày 17 tháng 1 năm 1919, nơi António Maria de Sousa Sardinha và Luís Carlos de Lima e Almeida Braga quyết định tiến hành kế hoạch đánh chiếm Porto, với ý định cô lập Porto khỏi Lisboa và từ đó nhất trí tạo điều kiện thuận lợi cho sự phục hồi chế độ quân chủ Bồ Đào Nha.
Mặc dù António Sardinha và Paiva Couceiro đã tiến quân vào Porto mà không gặp phải bất kỳ sự kháng cự của quân đội hoặc người dân địa phương vào sáng ngày 18 tháng Giêng, nhưng phải đến ngày hôm sau (sau một cuộc diễu binh) mới tổ chức một buổi lễ chính thức bao gồm việc thượng cờ hoàng gia màu xanh và trắng tuyên bố thành lập chế độ quân chủ miền Bắc. Sau lời công bố sự phục hồi của chế độ quân chủ, lá cờ màu xanh và trắng được kéo lên tại tòa nhà chính phủ khắp miền Bắc, từ Viana do Castelo cho đến thành phố vừa giành được mang tính lịch sử Chaves.